# Bellevalia brevipedicellata
Bellevalia brevipedicellata är en sparrisväxtart som beskrevs av William Bertram Turrill. Bellevalia brevipedicellata ingår i släktet Bellevalia och familjen sparrisväxter.
Artens utbredningsområde är Kriti. Inga underarter finns listade i Catalogue of Life.